# Bernadotte Perrin

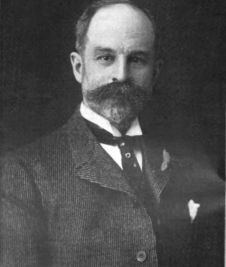
Bernadotte Perrin (um 1920)

Bernadotte Perrin (* 15. September 1847 in Goshen, Connecticut; † 31. August 1920 in Saratoga, New York) war ein US-amerikanischer Klassischer Philologe. Er war von 1893 bis 1909 Professor an der Yale University und ist besonders als Übersetzer der Plutarch-Viten bekannt.

## Leben
Bernadotte Perrin, der Sohn des kongregationalistischen Predigers Lavalette Perrin (1816–1889) und seiner Frau Ann Eliza geb. Comstock studierte Klassische Philologie und englische Literatur an der Yale University, erlangte 1869 den Bachelorgrad und unterrichtete anschließend ein Jahr lang an der High School in Hartford (Connecticut). Von 1870 bis 1871 setzte er seine Studien an der Yale Divinity School fort. 1873 wurde er in Yale mit einer Dissertation über die griechische Tragödie zum Ph. D. promoviert. Anschließend lehrte er ein Jahr lang in Yale als Tutor für Griechisch. 1874 kehrte er als stellvertretender Schulleiter (Assistant Principal) nach Hartford zurück, doch schon nach zwei Jahren unterbrach er seine Arbeit erneut und vertiefte seine Studien in Deutschland an den Universitäten zu Tübingen, Leipzig und Berlin.
Nach seiner Rückkehr unterrichtete Perrin weiterhin in Hartford und Yale. 1881 verließ er den Schuldienst und ging an das Adelbert College der Western Reserve University in Cleveland, Ohio. Dort wirkte er zwölf Jahre lang als Professor of Greek. 1893 erhielt er die Ehrendoktorwürde dieser Universität (LL. D.). Im selben Jahr wechselte er als Professor of Greek an die Yale University. 1901 wurde er dort zum Lampson Professor of Greek Literature and History ernannt. Von 1898 bis 1908 war er außerdem Public Orator der Yale University und im Jahr 1896/1897 Präsident der American Philological Association. 1909 trat er in den Ruhestand. Sein Lehrstuhl wurde aufgeteilt in einen Lehrstuhl für Gräzistik, den Thomas Dwight Goodell einnahm, und einen Lehrstuhl für Latinistik, den George Lincoln Hendrickson einnahm. 1915 wurde Perrin in die American Academy of Arts and Sciences gewählt.
Perrins Forschungsarbeit umfasste sowohl die griechische als auch die lateinische Literatur. Er veröffentlichte zahlreiche Einzelstudien zur antiken Rhetorik, Religion und Militärgeschichte sowie Übersetzungen antiker Texte. Sein bedeutendstes Werk ist die elfbändige Übersetzung der Plutarch-Viten in der Loeb Classical Library (1914–1926), die seit ihrem ersten Erscheinen mehrmals nachgedruckt wurde.
Bernadotte Perrin war ab 1881 mit Luella Perrin verheiratet, einer Cousine zweiten Grades. Nach ihrem Tod 1889 heiratete er 1892 in zweiter Ehe Susan Lester. Nach Perrins Tod 1920 stiftete seine Witwe aus seinem Vermögen 1926 den Bernadotte Perrin Fund für die Yale University Library. Der Fonds ist zur Anschaffung von Büchern über griechische Literatur, Geschichte und Archäologie bestimmt.

## Schriften (Auswahl)
- C. Iulii Caesaris De bello civili. Caesar’s Civil War. New York 1882
- Homer’s Odyssey Books I–IV. Boston 1889
- Homer’s Odyssey Books V–VIII. Boston 1894
- mit Thomas Day Seymour: Eight Books of Homer’s Odyssey. Boston/London 1897
- mit Thomas Day Seymour: Four Books of Homer’s Odyssey. Boston/London 1897
- Greek Dramas by Aeschylus, Sophocles, Euripides, and Aristophanes. New York 1900
- Plutarch’s Themistocles and Aristides. New York 1901
- Plutarch’s Cimon and Pericles withe the Funeral Oration of Pericles. New York 1910
- Plutarch’s Nicias and Alcibiades. New York 1912
- Plutarch’s Lives. 11 Bände, Cambridge (Massachusetts)/London 1914–1926 ( Loeb Classical Library 46–47, 65, 80, 87, 98–103)